# Kimiko Glenn
Kimiko Glenn, född  i Phoenix, Arizona, är en amerikansk skådespelerska. Under sin collegeutbildning blev hon uttagen till National Tour of Spring Awakening. Hon var under 2014 bosatt i New York. Hon hade en av rollerna i TV-serien Orange Is the New Black, hon spelade Brook Soso.